# 喜歡是件搖滾的事！
《喜歡是件搖滾的事！》（日语：／）是日本女子偶像团体乃木坂46的第30張單曲，於2022年8月31日由N46Div.发行。同名標題曲的Center（中心成員）由賀喜遙香擔任。

## 背景和发行
單曲分為內附藍光光碟的Type-A、Type-B、Type-C、Type-D和只包含CD的通常版，共有五個版本。Type A〜D內附「全國活動參加券」或「特別禮物申請券」及1張成員生寫真。本作與前作《Actually…》發行時間相隔約5個月。
2022年7月11日，營運方宣布將於8月31日發行第30張單曲。7月17日，於乃木坂46的冠名節目《乃木坂工事中》中發表單曲選拔名單，由四期生賀喜遙香時隔兩張單曲再次擔任Center。7月19日，於大阪城音樂廳舉辦的「盛夏的全國巡演2022」大阪場第一日公演中，公布標題曲的歌名，並進行現場表演。

## 封面寫真
| Type-A | 賀喜遙香                                                 |
| Type-B | 齋藤飛鳥、山下美月、與田祐希                             |
| Type-C | 秋元真夏、梅澤美波、遠藤櫻、久保史緒里                   |
| Type-D | 岩本蓮加、鈴木絢音、田村真佑、筒井彩萌、樋口日奈         |
| 通常盤 | 掛橋沙耶香、金川紗耶、佐藤楓、柴田柚菜、清宮玲、弓木奈於 |

2022年6月下旬於東京都內的攝影棚拍攝。

## 音樂錄影帶
喜歡是件搖滾的事！
導演：神谷雄貴
七月上旬在東京羽田機場第二航廈出發區以及某攝影棚拍攝。以「這個暑假要做什麼呢？」並腦補出來的畫面為概念，描述了中心成員的賀喜「那個也想做！這個也想完成！」而遲遲無法決定的模樣。本曲也再現正進行中的夏季全國巡演「盛夏的全國巡演2022」中首次演出，有許多零碎的跳躍舞蹈部分，片中也能看見成員們揮汗如雨的舞蹈模樣。還有這次賀喜在音樂錄影帶中更換的服裝多達10套，也是至今為止的音樂錄影帶攝影中更換最多服裝的一部作品。還有拍攝最後成員們開會的模樣，因為攝影時間實在太長了，在休息時間也有不少成員抓緊時間閉目養神，還有在拍攝開始前，平常都是「被叫醒」的与田祐希叫醒齋藤飛鳥的模樣，無論任何人看見都能會心一笑的場景也有出現。導演由執導過《Route 246》、《全部都是夢》、《I see…》 等音樂錄影帶的神谷雄貴擔任。
Under's Love
導演：小林慎一朗
在八月上旬於東京某攝影棚以及埼玉縣的某賽車場拍攝。劇中能看見以擁有永恆生命的吸血鬼為概念打扮的成員以宣布於本作畢業的和田真彩為中心一同舞蹈的畫面，本作也是她最後作品的和田也在本次展現了酷帥的舞蹈，和田以外的成員也全部裝上了吸血鬼假牙，在拍攝造型形象的片段中沒辦法吃東西的緣故，也因此在空腹的狀況下進行攝影。影片由執導過《對不起Fingers crossed》以及《Wilderness world》等作品的東市篤憲擔任創作設計，並由小林慎一朗首次執導乃木坂46的音樂作品。
朝著我拍手的方向
導演：伊藤眾人
在六月下旬於東京都內某個結婚典禮會場進行拍攝，擔任中心成員的久保史緒里在劇中除了擔任演出者以外也擔任了演出家。而抱著希望能夠在演出該歌曲時還原出一樣的場景，所以拍攝大家圍著圈拍手的鏡頭，也讓這個畫面成為重要的主題之一。攝影過程也有成員們被歌曲感動而哭泣的場面。導演是由負責過乃木坂46許多影像作品的伊藤眾人執導。
Jumping Joker Flash
導演：大久保拓朗
七月上旬在千葉縣攝影，是以筒井彩萌在入學時不小心加入了某所學校的「無論什麼都洗乾淨．清洗社」（何でもかんでも綺麗にする・洗う部）社團為劇情展開。包括在屋外發射泡沫以及泳池中充滿泡沫等，一天的拍攝幾乎都在滿是泡泡與水的場景度過，也因為拍攝現場的泡泡是用肥皂製造的，也充滿了肥皂的香氣。還有在合計進行了八次的噴水場景，由於拍攝現場只有成員以及攝影工作人員，是在幾乎沒補妝的狀況下拍攝的。音樂錄影帶由執導過乃木坂46《月亮的大小》、《生鏽的羅盤》、《如果心是透明的》等作品的大久保拓朗執導。
像撕下創可貼一般的分手方式
導演：林希氏
七月上旬在與第10張單曲《第幾次的藍天？》音樂錄影帶中相同的栃木縣足利市內的廢校拍攝。描寫著過著高中生涯的她們，在對於學業很要求的學校中慢慢變得要好的模樣，豔陽高照的拍攝日一面工作一面休息的進行長達六個小時的劇情及舞蹈拍攝，成員跟工作人員們也汗流浹背的完成這部作品。有趣的是擔任中心成員的菅原咲月在拍攝橡皮擦掉到地板的鏡頭時，一直沒辦法順利地控制橡皮擦的掉落方向，一共有15次之多。音樂錄影帶由曾執導過《渾身是泥》以及五期生登場短片等作品的林希氏執導。

## 收錄內容

### Type-A
| CD       | CD                                            | CD       | CD         | CD         | CD    |
| 曲序     | 曲目                                          |          | 作曲       | 编曲       | 时长  |
| -------- | --------------------------------------------- | -------- | ---------- | ---------- | ----- |
| 1.       | 喜歡是件搖滾的事！                            | 秋元康   | 野村陽一郎 | 野村陽一郎 | 5:32  |
| 2.       | Under's Love（Under）                         | 秋元康   | amazuti    | amazuti    | 4:19  |
| 3.       | 朝著我拍手的方向（三期生）                    | 秋元康   | 藤谷一郎   | 藤谷一郎   | 4:35  |
| 4.       | 喜歡是件搖滾的事！〜off vocal ver.〜          |          | 野村陽一郎 | 野村陽一郎 | 5:32  |
| 5.       | Under's Love 〜off vocal ver.〜（Under）      |          | amazuti    | amazuti    | 4:19  |
| 6.       | 朝著我拍手的方向 〜off vocal ver.〜（三期生） |          | 藤谷一郎   | 藤谷一郎   | 4:33  |
| 总时长： | 总时长：                                      | 总时长： | 总时长：   | 总时长：   | 28:50 |

### Type-B
| CD       | CD                                               | CD       | CD         | CD         | CD    |
| 曲序     | 曲目                                             |          | 作曲       | 编曲       | 时长  |
| -------- | ------------------------------------------------ | -------- | ---------- | ---------- | ----- |
| 1.       | 喜歡是件搖滾的事！                               | 秋元康   | 野村陽一郎 | 野村陽一郎 | 5:32  |
| 2.       | Under's Love（Under）                            | 秋元康   | amazuti    | amazuti    | 4:19  |
| 3.       | Jumping Joker Flash（四期生）                    | 秋元康   | Kuboty     | Kuboty     | 4:00  |
| 4.       | 喜歡是件搖滾的事！〜off vocal ver.〜             |          | 野村陽一郎 | 野村陽一郎 | 5:32  |
| 5.       | Under's Love 〜off vocal ver.〜（Under）         |          | amazuti    | amazuti    | 4:19  |
| 6.       | Jumping Joker Flash 〜off vocal ver.〜（四期生） |          | Kuboty     | Kuboty     | 3:38  |
| 总时长： | 总时长：                                         | 总时长： | 总时长：   | 总时长：   | 27:40 |

### Type-C
| CD       | CD                                                      | CD       | CD             | CD             | CD    |
| 曲序     | 曲目                                                    |          | 作曲           | 编曲           | 时长  |
| -------- | ------------------------------------------------------- | -------- | -------------- | -------------- | ----- |
| 1.       | 喜歡是件搖滾的事！                                      | 秋元康   | 野村陽一郎     | 野村陽一郎     | 5:32  |
| 2.       | Under's Love（Under）                                   | 秋元康   | amazuti        | amazuti        | 4:19  |
| 3.       | 像撕下創可貼一般的分手方式（五期生）                    | 秋元康   | A-NOTE、S-TONE | A-NOTE、S-TONE | 4:49  |
| 4.       | 喜歡是件搖滾的事！〜off vocal ver.〜                    |          | 野村陽一郎     | 野村陽一郎     | 5:32  |
| 5.       | Under's Love 〜off vocal ver.〜（Under）                |          | amazuti        | amazuti        | 4:19  |
| 6.       | 像撕下創可貼一般的分手方式 〜off vocal ver.〜（五期生） |          | A-NOTE、S-TONE | A-NOTE、S-TONE | 4:48  |
| 总时长： | 总时长：                                                | 总时长： | 总时长：       | 总时长：       | 29:19 |

### Type-D
| CD       | CD                                       | CD       | CD                   | CD         | CD    |
| 曲序     | 曲目                                     |          | 作曲                 | 编曲       | 时长  |
| -------- | ---------------------------------------- | -------- | -------------------- | ---------- | ----- |
| 1.       | 喜歡是件搖滾的事！                       | 秋元康   | 野村陽一郎           | 野村陽一郎 | 5:32  |
| 2.       | Under's Love（Under）                    | 秋元康   | amazuti              | amazuti    | 4:19  |
| 3.       | 百香果的吃法                             | 秋元康   | 杉山勝彥、岡嶋可奈多 | 杉山勝彥   | 3:40  |
| 4.       | 喜歡是件搖滾的事！〜off vocal ver.〜     |          | 野村陽一郎           | 野村陽一郎 | 5:32  |
| 5.       | Under's Love 〜off vocal ver.〜（Under） |          | amazuti              | amazuti    | 4:19  |
| 6.       | 百香果的吃法 〜off vocal ver.〜          |          | 杉山勝彥、岡嶋可奈多 | 杉山勝彥   | 3:39  |
| 总时长： | 总时长：                                 | 总时长： | 总时长：             | 总时长：   | 27:01 |

### 通常盤
| CD       | CD                                            | CD       | CD         | CD         | CD    |
| 曲序     | 曲目                                          |          | 作曲       | 编曲       | 时长  |
| -------- | --------------------------------------------- | -------- | ---------- | ---------- | ----- |
| 1.       | 喜歡是件搖滾的事！                            | 秋元康   | 野村陽一郎 | 野村陽一郎 | 5:32  |
| 2.       | Under's Love（Under）                         | 秋元康   | amazuti    | amazuti    | 4:19  |
| 3.       | 做夢的肌肉（乃木坂輕音部）                    | 秋元康   | 月光テツヤ | あらケン   | 3:55  |
| 4.       | 喜歡是件搖滾的事！〜off vocal ver.〜          |          | 野村陽一郎 | 野村陽一郎 | 5:32  |
| 5.       | Under's Love 〜off vocal ver.〜（Under）      |          | amazuti    | amazuti    | 4:19  |
| 6.       | 做夢的肌肉 〜off vocal ver.〜（乃木坂輕音部） |          | 月光テツヤ | あらケン   | 3:54  |
| 总时长： | 总时长：                                      | 总时长： | 总时长：   | 总时长：   | 27:31 |

### Special Edition
| 串流專用 | 串流專用                             | 串流專用             | 串流專用       | 串流專用 |
| 曲序     | 曲目                                 | 作曲                 | 编曲           | 时长     |
| -------- | ------------------------------------ | -------------------- | -------------- | -------- |
| 1.       | 喜歡是件搖滾的事！                   | 野村陽一郎           | 野村陽一郎     | 5:32     |
| 2.       | Under's Love（Under）                | amazuti              | amazuti        | 4:19     |
| 3.       | 朝著我拍手的方向（三期生）           | 藤谷一郎             | 藤谷一郎       | 4:35     |
| 4.       | Jumping Joker Flash（四期生）        | Kuboty               | Kuboty         | 4:00     |
| 5.       | 像撕下創可貼一般的分手方式（五期生） | A-NOTE、S-TONE       | A-NOTE、S-TONE | 4:49     |
| 6.       | 百香果的吃法                         | 杉山勝彥、岡嶋可奈多 | 杉山勝彥       | 3:40     |
| 7.       | 做夢的肌肉（乃木坂輕音部）           | 月光テツヤ           | あらケン       | 3:55     |
| 总时长： | 总时长：                             | 总时长：             | 总时长：       | 30:50    |

## 選拔成員

### 喜歡是件搖滾的事！
（中心成员：賀喜遙香）
| 第三排         | 第三排 | 金川紗耶 | 清宮玲   | 清宮玲   | 掛橋沙耶香 | 掛橋沙耶香 | 鈴木絢音 | 鈴木絢音 | 樋口日奈 | 樋口日奈 | 柴田柚菜 | 柴田柚菜 | 佐藤楓   | 佐藤楓   | 弓木奈於 |
| 乃木坂十一福神 | 第二排 |          | 田村真佑 | 田村真佑 | 久保史緒里 | 久保史緒里 | 梅澤美波 | 梅澤美波 | 秋元真夏 | 秋元真夏 | 岩本蓮加 | 岩本蓮加 | 筒井彩萌 | 筒井彩萌 |          |
| 乃木坂十一福神 | 第一排 |          |          | 與田祐希 | 與田祐希   | 齋藤飛鳥   | 齋藤飛鳥 | 賀喜遙香 | 賀喜遙香 | 山下美月 | 山下美月 | 遠藤櫻   | 遠藤櫻   |          |          |

選拔成員比前作多1人，共19人。福神比前作多1人，共11人。金川紗耶和弓木奈於首次進入選拔，佐藤楓自《Sing Out!》以來相隔7作回歸選拔。此外，田村真佑是首次入選福神，岩本蓮加則是自《以自我為中心！》以來相隔9作回歸福神。即將從團體畢業的樋口日奈最後一次入選選拔。前作的選拔成員中，除擔任中心成員的中西阿爾諾和暫停活動的早川聖來之外，其餘16名成員皆獲選為選拔成員。

### Under's Love
Under
（中心成員：和田真彩）
- 伊藤理理杏、北川悠理、黑見明香、阪口珠美、佐藤璃果、中村麗乃、林瑠奈、松尾美佑、向井葉月、矢久保美緒、吉田綾乃克莉絲蒂、和田真彩

和田首次擔任中心成員。

### 朝著我拍手的方向
三期生
（中心成員：久保史緒里）
- 伊藤理理杏、岩本蓮加、梅澤美波、久保史緒里、阪口珠美、佐藤楓、中村麗乃、向井葉月、山下美月、吉田綾乃克莉絲蒂、與田祐希

### Jumping Joker Flash
四期生
（中心成員：筒井彩萌）
- 遠藤櫻、賀喜遙香、掛橋沙耶香、金川紗耶、北川悠理、黑見明香、佐藤璃果、柴田柚菜、清宮玲、田村真佑、筒井彩萌、林瑠奈、松尾美佑、矢久保美緒、弓木奈於

筒井首次擔任中心成員

### 像撕下創可貼一般的分手方式
五期生
（中心成員：菅原咲月）
- 五百城茉央、池田瑛紗、一之瀨美空、井上和、岡本姬奈、小川彩、奧田伊呂波、川崎櫻、菅原咲月、富里奈央、中西阿爾諾

菅原首次擔任中心成員。

### 百香果的吃法
- 梅澤美波、遠藤櫻、久保史緒里、與田祐希

### 做夢的肌肉
乃木坂輕音部
- 伊藤理理杏（Vo.）、林瑠奈（Vo.）、松尾美佑（Dr.）、向井葉月（Gt.）、矢久保美緒（Ba.）

外援：和田真彩from乃木團（Key.）